# Coenosia bivittata
Coenosia bivittata är en tvåvingeart som beskrevs av Stein 1908. Coenosia bivittata ingår i släktet Coenosia och familjen husflugor.
Artens utbredningsområde är Kanarieöarna. Inga underarter finns listade i Catalogue of Life.